# UFS2
UFS2 (ang. UNIX file system) – 64-bitowy system plików, powstały na bazie systemu UFS. Obecnie jest domyślnym systemem plików w systemie FreeBSD.
System plików UFS2 nie jest szczególnie rewolucyjny w stosunku do UFS. W UFS2 zwiększono rozmiar wskaźnika bloku do 64 bitów (patrz: I-węzeł), dodano obsługę rozszerzonych flag i atrybutów plików. System plików UFS2 pierwszy raz pojawił się wraz z premierą systemu FreeBSD 5. UFS2 został przeniesiony także do systemu NetBSD.